# (1921) Pala
(1921) Pala (1973 SE) ist ein Asteroid des Hauptgürtels, der am 20. September 1973 von Tom Gehrels im Palomar-Observatorium entdeckt wurde.